# Cal Cabrer (Vinyols)
Cal Cabrer, o la Casa del Cabrer, és un casal al Carrer Major de Vinyols (el Baix Camp) protegit com a bé cultural d'interès local. Cal Cabrer forma part de l'illa de cases amb més regust antic del poble, al Carrer Major, construïdes probablement a les darreries del segle xvi. Presenta modificacions a la façana fetes entorn de l'any 1700.

## Arquitectura
És un edifici de planta rectangular, obra de paredat amb reforços de maons i rajoles. La façana arrebossada permet apreciar el tipus de parament i les reformes fetes, especialment pel que fa a les finestres, ja que hom pot veure les primitives obertures que han estat cegades amb rajoles. La línia de finestres del pis noble presenta quatre obertures, decorades individualment. La primera a la dreta de la porta, té la inscripció "IHS", i la de damunt la porta i la següent tenen trencaaigües, l'última reduïda a una línia horitzontal damunt la llinda. La porta és àmplia, d'arc rodó, amb dovelles grans, decorada la clau amb una mena d'escut amb llegenda de difícil lectura. La part superior, sota un ràfec de volada decorat, amb golfes obertes d'arc rodó, correguts.